# Hadzinia karamani
Espèce
Synonymes
- Nemastoma karamani Hadži, 1940

Hadzinia karamani est une espèce d'opilions dyspnois de la famille des Nemastomatidae.

## Distribution
Cette espèce se rencontre en Bosnie-Herzégovine à Drvar dans la grotte Resanovačka špilja et au Croatie à Gračac dans la grotte Donja Cerovačka špilja,.

## Description
Le mâle holotype mesure 1,15 mm.

## Systématique et taxinomie
Cette espèce a été décrite sous le protonyme Nemastoma karamani par Hadži en 1940. Elle est placée dans le genre Buresiolla par Kratochvíl en 1958 puis dans le genre Hadzinia par Šilhavý en 1966.

## Étymologie
Cette espèce est nommée en l'honneur de Stanko L. Karaman.

## Publication originale
- Hadži, 1940 : « Две нове заимъиве врсте опилионског а рода Nemastoma - Zwei interessante neue Opilionenarten der Gattung Nemastoma. » Glasnik Skopskog Naučnog Društva. Odeljenje prirodnih nauka, vol. 22, p. 1–17.